# Sjur Vatne Brean
Sjur Vatne Brean (* 2000) ist ein norwegischer Schauspieler.

## Leben
Brean wuchs in Tønsberg und Oslo auf. Im Alter von zehn Jahren zog er in das Osloer Stadtviertel Majorstuen. In Oslo besuchte er den Theaterzweig der Hartvig-Nissen-Schule. Als Schauspieler wirkte er an verschiedenen Theateraufführungen und bislang rund 30 Filmen und TV-Serien mit. So übernahm er unter anderem am Nationaltheatret eine Rolle in Døden på Oslo S. Er spielte Nebenrollen in Serien wie Blank und Atlantic Crossing. Auch im Film Pferde stehlen übernahm er eine Nebenrolle. Größere Bekanntheit in Norwegen erlangte er durch seine Rolle als Sivert in der norwegischen Serie Rod Knock. Auch in der Serie Delete Me erhielt er eine Hauptrolle. Für seine Arbeit in der zweiten Staffel von Rod Knock wurde er beim Fernsehpreis Gullruten in der Kategorie für den besten Schauspieler nominiert. In Nr. 24 übernahm er die Rolle des Widerstandskämpfers Gunnar Sønsteby.

## Auszeichnung
- 2021: Gullruten, Nominierung in der Kategorie „Bester Schauspieler“ (für Rod Knock)

## Filmografie (Auswahl)
- 2017: Ekspedisjon Knerten
- 2018: Eine Affäre – Verbotene Liebe
- 2019: Pferde stehlen (Ut og stjæle hester)
- 2019: Blank (Fernsehserie, 5 Folgen)
- 2019: Die Spionin
- 2019–2020: Occupied – Die Besatzung (Fernsehserie)
- 2019–2020: Førstegangstjenesten (Fernsehserie)
- 2020: Knerten und die Seeschlange
- 2020: Stjernestøv (Fernsehserie)
- 2020: Atlantic Crossing (Fernsehserie)
- 2020–2021: Rod Knock (Rådebank, Fernsehserie)
- 2021–2023: Delete Me (Fernsehserie)
- 2021: Første gang
- 2021: Drei Haselnüsse für Aschenbrödel
- 2022: Alt du elsker
- 2022: Gutta på skauen (Fernsehserie)
- 2022: Vikingulven
- 2023: Hybris (Fernsehserie)
- 2023–2024: Powerplay – Smart Girls Go for President (Fernsehserie, 4 Folgen)
- 2023: Ikke tenk på meg (Fernsehserie, 1 Folge)
- 2024: Nr. 24